# Jerónimo Soares
D. Jerónimo Soares (Lisboa, 1635 – Viseu, 18 de janeiro de 1720) foi um clérigo e bispo português, tendo sido Inquisidor do Tribunal de Évora, Bispo emérito de Elvas, e Bispo de Viseu, nomeado por Inocêncio XII até à sua morte, sucedendo a Richard Russell.
Durante a sua vida e atividade, foi defensor da presença e manutenção da Inquisição Portuguesa enquanto instituição.
Foi o Bispo que lançou a primeira pedra da Igreja Matriz de Treixedo, ampliou o Convento dos Néris, e eleito provedor da Santa Casa da Misericórdia de Viseu, e quem confirmou os estatutos da Irmandade da Nossa Senhora da Conceição.
Publicou em 1719 a obra Consensus Constitutionis Unigenitus Praesitus.

## Biografia
D. Jerónimo Soares nasceu em Lisboa em 1635, filho de João Alvares Soares da Veiga Avelar e Taveira, Cavaleiro da Ordem de Cristo e Provedor da Alfândega de Lisboa e de D. Maria Soares de Melo, filha do Secretário de Estado Diogo Soares, e senhores do Solar dos Soares, na Cotovia (atual Imprensa Nacional). Era irmão mais novo de Diogo Soares da Veiga Avelar e Taveira, familiar do Santo Ofício e Provedor da Alfândega de Lisboa também.
Descendente, por um ramo antigo, do judeu Cristóvão Lagarto, foi clérigo pertencente ao Tribunal do Santo Ofício, sendo Inquisidor do Tribunal de Évora.
A 15 de outubro de 1656, é matriculado na Universidade de Coimbra, no curso de Cânones, sendo posteriormente licenciado a 30 de julho de 1663 e doutorado menos de um ano depois, a 11 de maio de 1664. Após a conclusão dos seus estudos em Coimbra, e com a vacância de um lugar de deputado no tribunal do Santo Ofício de Coimbra, é lhe feita uma diligência de habilitação de genere, de modo a ingressar neste. É feito deputado da Inquisição de Coimbra no ano seguinte, a 1664, com uma conesia doutoural da Sé de Viseu. Em 1668, é feito ministro da Venerável Ordem Terceira da Penitência de São Francisco de Coimbra.
No ano seguinte, em 1669, é transferido do tribunal do Santo Ofício de Coimbra para o de Lisboa, com sede no Palácio dos Estaus, mas ficando apenas dois anos, tendo logo sido transferido para o tribunal do Santo Ofício de Évora, mas agora como inquisidor.

## A defesa da Inquisição
Participando em vários processos da Inquisição, toma também parte no julgamento do padre jesuíta António Vieira, procurando que o perdão que lhe seria concedido não lhe desse, ainda assim, a liberdade de, saindo do Reino de Portugal, "detrair do procedimento e estilos do Santo Ofício". Desenvolver-se-ia, a partir daí, uma inimizade e rivalidades que perdurariam até ao falecimento do jesuíta.
António Vieira em agosto de 1669 mudar-se-ia para Roma, sob o pretexto de defender a canonização dos "Quarenta Mártires Jesuítas", mas também procuraria ser reabilitado e combater a Inquisição Portuguesa. Quando são redigidos ao papa, pelos cristãos-novos portugueses, vários documentos e cartas a queixarem-se da operação da Inquisição Portuguesa, o papa decide suspender a mesma em 1674. Rival de Vieira, Jerónimo Soares vai defender os interesses e preservação desta instituição, deslocando-se a 28 de maio deste ano à Santa Sé em Roma, juntamente com o doutor Gonçalo Borges Pinto. É recebido pelo papa, Clemente X, estabelecendo uma boa rede de influências dentro da Santa Sé, ficando próximo de figuras como o Secretário da Secretaria Apostólica Alderano Cibo, o Cardeal Portocarrero e da poderosa facão castelhana da Congregação do Santo Ofício em Roma.
Em 1677, toma parte na comissão eclesiástica portuguesa do processo de inquérito do Papa Inocêncio XI sobre a atuação da Inquisição Portuguesa e dos seus alegados abusos. Com a recusa dos argumentos a favor da inquisição pelo Cardeal Cibo, envia ao papa várias certidões, de modo a comprovar as pretensas e os argumentos da comissão portuguesa.
Manteve-se incumbido de tal tarefa até o seu sucesso, dando-se o fim da suspensão em 1682.

## Mandato como Bispo de Elvas

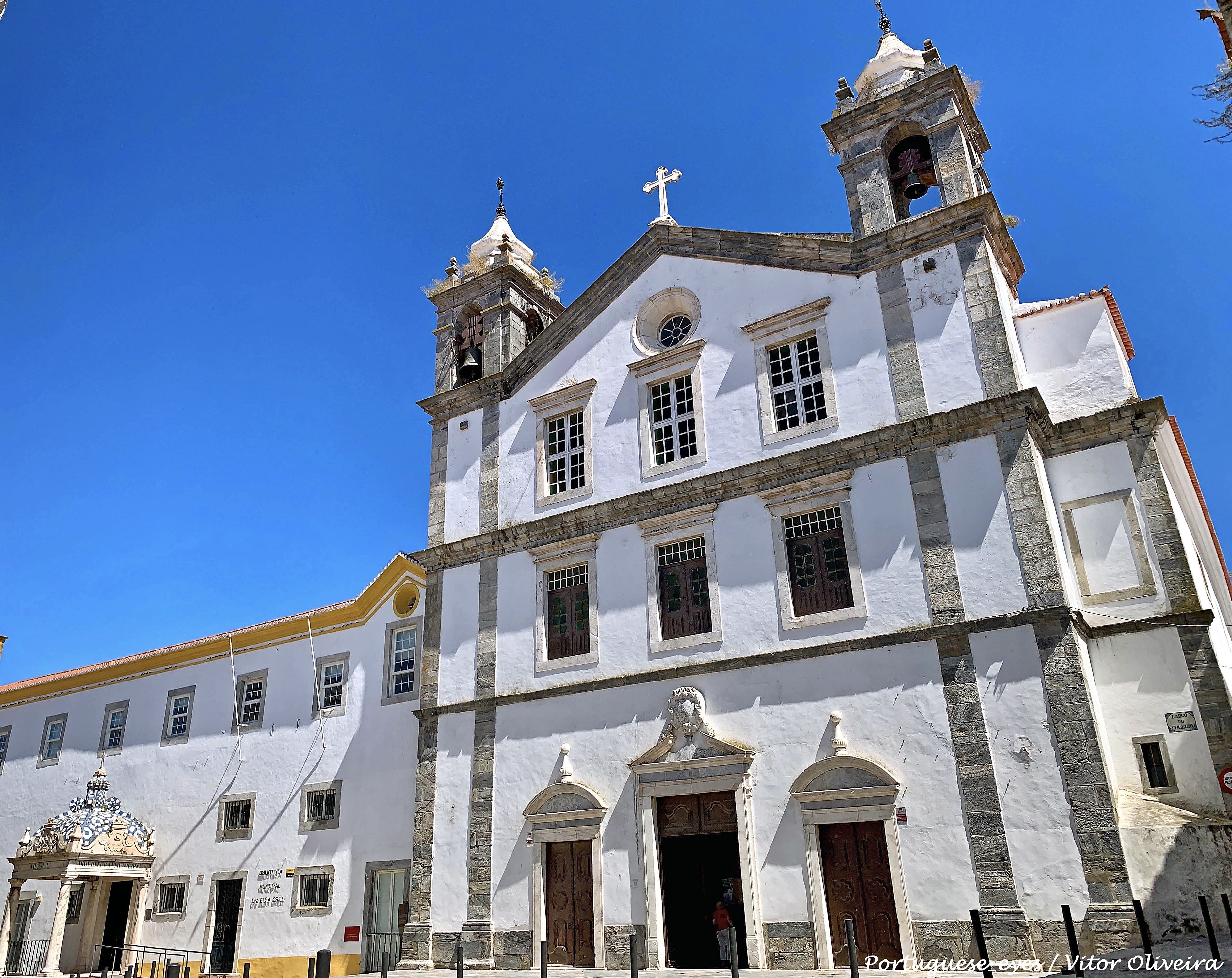
Igreja do Salvador, Elvas

Em 1682 regressa a Portugal, e continua as suas funções no Conselho Geral, sob a presidência de D. Veríssimo. Em 1690, é nomeado, por D. Pedro II sucessor a Valério de São Raimundo como bispo de Elvas. A 15 de maio de 1690, toma oficialmente posse como Bispo de Elvas.
Durante o curto tempo que esteve como bispo de Elvas, denota-se a inauguração da Igreja do Salvador em Elvas, com um grande cerimonial a 17 de Agosto de 1692. Enquanto Bispo de Elvas, faz também uma viagem ad limina a Roma. Foi Bispo de Elvas até 29 de outubro de 1694.

## Mandato como Bispo de Viseu
Com a morte do anterior bispo de Viseu, o inglês Richard Russell, é emitida a bula pelo papa Inocêncio XII, dirigida ao Cabido da Igreja de Viseu. Anuncia-lhe a nomeação de D. Jerónimo Soares, bispo de Elvas, para o bispado de Viseu, que vagara por morte de D. Ricardo Russel; e ordena-lhe que o aceite, como seu prelado. Toma posse, por procuração, a 13 de novembro de 1694, e a 6 de julho de 1695, dá-se a sua entrada solene, e assim inicia-se o seu episcopado.
Em 1695, é traslado de um breve do papa Inocêncio XII, pelo qual o Hospital de Roma deve dar determinada quantia ao bispado de Viseu, sendo bispo D. Jerónimo Soares. Jerónimo Soares confirma os estatutos da formada Irmandade de Nossa Senhora da Conceição. Depois de visitada a Misericórdia de Viseu, e visto os avolumados gastos com os seus doentes e dependentes, Jerónimo Soares decide pessoalmente pagar pela sustação dos mesmos, até ao fim da sua vida.
Tal como sucedeu noutras dioceses no século XVIII, o exercício do cargo de provedor deixou, por norma, de ser exercido por bispos para passar a ser exercitado por figuras pertencentes à oligarquia viseense, mormente por gente da nobreza local e capitulares. D. Jerónimo Soares, apesar de uma prelatura longa, parece ter exercido funções de provedor apenas no ano em que entrou na diocese, isto é, em 1695.As intervenções do monarca na nomeação dos provisores e a situação financeira de inúmeras Misericórdias, foram fatores que estiveram por trás do afastamento dos bispos da administração das confrarias. Foi o bispo D. Jerónimo Soares, que pagou a reforma do sino da igreja da Misericórdia de Viseu. Em 1696, escreve uma pastoral, pela qual manda que nenhuma pessoa pesque nos rios do bispado, com cruas ou somente venenosas.
Em 1698, é feito um assinado que fazem Francisco de Albuquerque e Maria dos Santos de Albuquerque, moradores em Esmolfe, em como receberam do bispo de Viseu D. Jerónimo Soares, o quartel do ordinário. Nesse mesmo ano, em dezembro, cria a paróquia de Ranhados, com sede na capela da Nossa Senhora da Ouvida, construída em 1656 pela Irmandade de Nossa Senhora da Conceição. Antes, porém, estivera sediada na capela da Santa Eufémia do Olival, desde 1629, ano da sua aprovação eclesiástica.
Em 1699, D. Manuel de Moura Manuel, clérigo e amigo pessoal do agora bispo de Viseu, em viagem para as termas de São Pedro do Sul, falece ao pé de Ferreiros, Viseu, no qual é o próprio, Jerónimo Soares a fazer o seu funeral, e mandando-o sepultar na capela-mor da igreja da freguesia da Vista Alegre. Nesse mesmo ano, pôs à disposição da Congregação do Seminário Maior (Convento dos Néris) 12 000 cruzados, para se erguer uma nova igreja mais ampla. O início das obras, efetivou-se em 1704, que foram morosas, pois o terreno encontrava-se em zona alagada por água. O projeto foi de António Mendes Coutinho, sendo preterido um risco de Manuel Álvares. A 8 de junho desse mesmo ano, realiza-se em Viseu um sínodo episcopal, onde estão presentes cerca de trezentas e cinquenta pessoas. Neste sínodo, são nomeados dezanove examinadores-sinodais e seis juízes apostólicos, com o dever de julgar as causas que vinham a Portugal da Santa Sé. Em 1708, D. Jerónimo Soares opta por uma planta mais pequena que a prevista inicialmente.
Em 1709, dá-se um problema jurídico no Pinhel, derivado a freiras se quererem eximir da jurisdição da Ordem de S. Francisco. De modo a averiguar as causas, D. Jerónimo desloca-se até à localidade e manda elaborar-se uma inquirição de testemunhas. Com o prelado de D. Jerónimo Soares, o bispado de Viseu tem um crescimento acentuado, denotando-se um aumento de receitas, da cidade, que orçavam por quarenta e cinco mil cruzados, crescimento de mais de metade comparado à segunda metade da década de oitenta anterior. A 5 de março de 1710, dá-se o primeiro dos três grandes desastres ocorridos no Paço Episcopal da Sé durante o seu episcopado. Com a queda de um raio na torre dos sinos, este acaba por provocar grandes estragos, tanto na dita torre, como no Colégio (Seminário) e no Paço Episcopal. Com esses estragos, as obras do convento dos Néris tiveram de ser adiadas, e com um agora orçamento menor, visto muitos dos fundos da diocese irem agora para a Sé e o paço episcopal.
Em 1713, dá-se um incêndio, principiado na cozinha do paço episcopal, que rapidamente se alastrou pelo edifício. O próprio Jerónimo Soares é quase vítima do incêndio, tendo as chamas rapidamente deflagrado até ao seu quarto. Estando agora retido no seu quarto, sobrevive derivado a uma escada que encostaram à sua janela, por onde fugiu. Derivado a isso, o bispo decide suspender por completo as obras do Convento dos Néris, e ir residir para o Paço Episcopal do Fontelo, onde residirá até 1716. No entanto, a 14 de julho desse ano, pelas oito horas da manhã, deflagra novamente um grande incêndio no Paço Episcopal da Sé, e do Colégio (Seminário), destruindo novamente grande parte dos edifícios.
No seu último ano de vida, publica a obra Consensus Constitutionis Unigenitus Praesitus.

## Morte
A 18 de janeiro de 1720, com cerca de 85 anos, pelas seis da manhã, falece em Viseu, deixando uma vastíssima obra, tanto clerical como política, tendo sido uma figura importante na defesa da Inquisição em Portugal, como o obreiro e patrono de variadas reformas nos bispados de Elvas e Viseu, durante a sua vida. A 19 de janeiro, pelas onze da manhã, é sepultado, onde ainda está, na Capela-Mor da Sé de Viseu.